# 6 Years
6 Years (bra: 6 Anos) é um filme de drama romântico escrito e dirigido por Hannah Fidell, e estrelado por Taissa Farmiga, Ben Rosenfield, Lindsay Burdge, Joshua Leonard, Peter Vack e Dana Wheeler-Nicholson. Os cineastas Mark Duplass e Jay Duplass serviram como produtores executivos sob a companhia produtora Duplass Brothers Productions.
O filme teve sua estreia mundial no South by Southwest em 14 de março de 2015. Em seguida, teve sua estreia europeia no Champs-Élysées Film Festival em 13 de junho de 2015. Foi lançado em vídeo sob demanda em 18 de agosto de 2015 pela The Orchard, e ficou disponível mundialmente pela Netflix em 8 de setembro de 2015.

## Sinopse
Um jovem e intenso casal que está junto há seis anos se forma na faculdade, e as oportunidades inesperadas para a carreira podem ameaçar o futuro da relação.

## Elenco
- Taissa Farmiga como Melanie Clark
- Ben Rosenfield como Dan Mercer
- Lindsay Burdge como Amanda
- Joshua Leonard como Mark
- Dana Wheeler-Nicholson como Joanne
- Peter Vack como Will
- Jennifer Lafleur como Ms. Anders
- Molly McMichael como Jessica
- Alysia Lucas como Becca
- Jason Newman como Jason